# Польникова, Дарья Юрьевна
Дарья Юрьевна Польникова (26 марта 1994, Заречный, Пензенская область) — российская баскетболистка.

## Карьера
Воспитанница пензенской «Юности». Занималась баскетболом с 15 лет, а до этого лёгкой атлетикой. Долгое время выступала за родную команду, которую покинула в 2018 году. В сезоне 2019/20 играла в Суперлиге за петербургский «Спартак». В нем она выходила на одну площадку вместе с играющим президентом клуба, известной российской баскетболисткой Натальей Водопьяновой.
Летом 2020 года перебралась в стан новичка Суперлиги — ивановской «Энергии», но уже после старта сезона она покинула клуб, перейдя в «Пересвет», за который уже играла ранее.
В 2023 году, после двух сезонов в «Юности», баскетболистка заключила контракт с командой элитной Национальной лиги Казахстана «Актобе». 17 октября в своем дебютном матче в чемпионате страны против «Эртиса» Польникова набрала 10 очков, принеся новому коллективу уверенную победу (74:51). В межсезонье играла в любительской лиге Space Division за команду Harlem.

## Достижения
- Серебряный призер Высшей лиги (2): 2021/22, 2022/23.